# Ventura Vázquez
Ventura Enrique Vázquez Feijóo (Montevideo, Virreinato del Río de la Plata, julio de 1790 - alta mar, cerca del Cabo de Hornos, en septiembre de 1826) fue un militar argentino, de origen oriental, que participó en la guerra de la independencia y en las guerras civiles de su país.

## Biografía
Se enroló en las tropas de infantería de Montevideo durante las Invasiones Inglesas, y participó en 1807 en la fracasada defensa de su ciudad ante el ataque inglés. Fue tomado prisionero, pero se fugó al poco tiempo.
En 1810, al producirse en Buenos Aires la Revolución de Mayo, era capitán de Granaderos de Montevideo, y secundó a Prudencio Murguiondo en su fracasada revuelta en a favor de reconocer a la Primera Junta. Fue arrestado, pero por segunda vez logró huir. Pasó a Buenos Aires y se unió a la Expedición de Belgrano al Paraguay, luchando en la batalla de Tacuarí.
Pasó después a la Banda Oriental, donde participó en las batallas de San José y Las Piedras. Fue ascendido al grado de teniente coronel y participó en el primer sitio de Montevideo. Cuando este fue levantado, acompañó a José Artigas al campamento de Ayuí.
Instado por el delegado porteño, Manuel de Sarratea, se pasó con el regimiento de Blandengues a las fuerzas que este reunía. Participó en el segundo sitio de Montevideo y se destacó en la batalla de Cerrito. Acompañó en la captura de Montevideo al general Carlos María de Alvear, que lo ascendió al grado de coronel. Por influencia de su hermano, Santiago Vázquez, se unió a la Logia Lautaro. 
En noviembre de 1814, el general Alvear lo envió al Ejército del Norte, a tomar el mando del Regimiento de Patricios, el más prestigioso y poderoso del Ejército. Traía instrucciones de entrevistarse con el general Pezuela, pasando por encima de la autoridad del comandante del Ejército, general José Rondeau. Nunca quedó claro qué era lo que le debía proponer al jefe realista, pero generalmente se supone que era un armisticio, que incluiría una retirada del Ejército del Norte hacia el sur. Además, debía preparar al Ejército para recibir como su comandante al general Alvear.
Por unos días intentó entrar en contacto con el jefe enemigo, pero los demás oficiales se enteraron de su misión secreta y lo arrestaron sin esperar órdenes de Rondeau y lo enviaron preso a Orán, en la selva salteña. Inmediatamente, los oficiales se negaron a recibir a Alvear como comandante y confirmaron por sí mismos en el cargo a Rondeau; este, obligado a definirse, defendió a sus subalternos. Esta rebelión provocó la renuncia de Alvear al mando militar, y del Director Supremo Posadas a su cargo. La Asamblea nombró en su lugar al propio Alvear.
En Orán, Vázquez enfermó de paludismo, por lo que fue trasladado a Buenos Aires, donde Alvear lo puso en libertad y lo puso al mando del Regimiento de Granaderos de Infantería. Se destacó como un fuerte apoyo para el gobierno de Alvear; cuando estalló la sublevación de Fontezuelas, su cuerpo se unió a los revolucionarios y lo arrestó. Tras la caída de Alvear fue condenado a destierro, y el nuevo Director Supremo, Ignacio Álvarez Thomas, lo envió al campamento de Artigas, para que este decidiera su destino. El caudillo federal lo puso en libertad, afirmando que él no era "el verdugo de Buenos Aires".
Se exilió en Río de Janeiro y algunos meses más tarde se trasladó a Francia.
A fines de 1817 regresó a Buenos Aires, pero como el director Juan Martín de Pueyrredón se negó a indultarlo, regresó a Montevideo, ya ocupada por los portugueses. Allí conoció al general chileno José Miguel Carrera, de quien se hizo amigo y socio en el periodismo. También estuvo en contacto epistolar con Alvear.
En marzo de 1820, durante la llamada Anarquía del Año XX, regresó a Buenos Aires bajo la protección de los vencedores de Cepeda. Participó en la revolución a favor de Alvear y combatió en la batalla de Cañada de la Cruz a órdenes de Alvear; con él pasó a Luján, donde este se hizo nombrar gobernador. Participó en la retirada a Santa Fe de Estanislao López, en cuyas filas iban Alvear y Carrera, y fue tomado prisioneros en el asalto de San Nicolás por las tropas de Manuel Dorrego.
En octubre estaba prisionero en Buenos Aires cuando estalló la revolución dirigida por Manuel Pagola, cuyos partidarios lo pusieron en libertad. Huyó inmediatamente a Montevideo. Regresó a fines de 1821 y fue reincorporado al ejército, pero poco más tarde incluido en la primera lista de dados de baja por la reforma militar de Bernardino Rivadavia.
Regresó a Montevideo, donde se dedicó a los negocios como representante de la casa de comercio de Braulio Costa. Se unió a la Logia Caballeros Orientales, grupo de conspiradores pacifistas, que pretendían conseguir la independencia de la Banda Oriental por medio de negociaciones.
Se trasladó a Córdoba, y de allí viajó a La Rioja. Se hizo amigo de Facundo Quiroga, que lo puso al frente de la Casa de Moneda de Famatina. Inició la acuñación de monedas de cobre y plata en la capital provincial, y organizó la compañía de minería del grupo de Braulio Costa, en sociedad con Quiroga. Estando en Buenos Aires, el caudillo lo hizo elegir diputado por La Rioja al Congreso General de 1824. A pesar de su sociedad con Quiroga, e incluso de la rivalidad comercial con la Famatina Mining Co. de Rivadavia, se unió al grupo unitario y votó por la presidencia de este y la constitución de 1826.
A mediados de 1826 fue enviado por Rivadavia a Chile, a comprar buques de guerra para la Guerra del Brasil. Dejó en su banca del congreso a su hermano Santiago, sin consultar para nada a los riojanos, ni siquiera a Facundo Quiroga.
En agosto de 1826 compró tres buques de la flota que había comandado Thomas Cochrane, y se embarcó en la "María Isabel" hacia Buenos Aires, pero ésta naufragó en alta mar, presumiblemente cerca del Cabo de Hornos, muriendo todos sus ocupantes.
Su hermano Juan, comandante naval de Mar Chiquita, inspeccionó durante semanas los buques que llegaban, ansioso por tener noticias de su hermano. De regreso de inspeccionar uno de esos buques, cayó al agua y murió ahogado.